# Causes infeccioses dels càncers
Les estimacions situen el risc mundial de càncer per causes infeccioses en el 16,1%. Les infeccions víriques són factors de risc per al càncer de coll uterí, el 80% dels càncers de fetge i el 15-20% dels altres càncers. Aquesta proporció varia en diferents regions del món, des d'un màxim del 32,7% a l'Àfrica subsahariana fins al 3,3% a Austràlia i Nova Zelanda. L'Helicobacter pylori s'associa amb càncer d'estómac. Els Mycobacterium i alguns altres bacteris i paràsits també tenen un efecte.
Un virus que pot causar càncer s'anomena oncovirus o virus tumoral. Aquests inclouen el virus del papil·loma humà que s'associa amb un carcinoma cervical i un carcinoma nasofaringi; el virus d'Epstein-Barr que s'associa amb una varietat de malalties limfoproliferativess associades al virus d'Epstein-Barr; l'Herpesvirus del sarcoma de Kaposi que s'associa amb el sarcoma de Kaposi i el limfoma primitiu de les seroses; el virus de l'hepatitis B i de l'hepatitis C que s'associen a carcinoma hepatocel·lular; el virus limfotròpic T humà tipus 1 que s'associa amb leucèmia/limfoma de cèl·lules T de l'adult i el virus de la leucèmia bovina associat al càncer de mama. La infecció bacteriana també pot augmentar el risc de càncer, tal com es veu amb l'Helicobacter pylori induint el càncer d'estómac. Les infeccions parasitàries fortament associades al càncer inclouen Schistosoma haematobium (carcinoma de cèl·lules escamoses de la bufeta) i els paràsits hepàtics Opisthorchis viverrini i Clonorchis sinensis (colangiocarcinoma).